# 2010年バンクーバーオリンピックのベラルーシ選手団
2010年バンクーバーオリンピックのベラルーシ選手団（2010ねんバンクーバーオリンピックのベラルーシせんしゅだん）は、2010年2月12日から2月28日までカナダのブリティッシュコロンビア州バンクーバー市で開催された2010年バンクーバーオリンピックのベラルーシ選手団、およびその競技結果。

## 概要
今大会は金メダル1個、銀メダル1個、銅メダル1個、計3個のメダルを獲得した。

## メダル
| メダル | 選手名               | 競技                 | 種目           |
| ------ | -------------------- | -------------------- | -------------- |
| 金     | アレクセイ・グリシン | フリースタイルスキー | 男子エアリアル |
| 銀     | セルゲイ・ノヴィコフ | バイアスロン         | 男子個人       |
| 銅     | ダリア・ドムラチェワ | バイアスロン         | 女子個人       |